# Paintings in Yellow
Paintings in Yellow ist das vierte Studioalbum der deutsch-französischen Popsängerin Sandra. Es erschien am 26. März 1990 bei Virgin Records.

## Entstehung und Veröffentlichung
Das Album wurde von Sandras Ehemann Michael Cretu produziert. Es wurde in den A.R.T. Studios auf der spanischen Mittelmeerinsel Ibiza aufgenommen. Die Musik wurde von Cretu mit Frank Peterson geschrieben, die Texte stammen von Peterson, Cretu und Klaus Hirschburger. Tom Leonardt spielte Gitarre.
Vorab wurde die erfolgreiche Single Hiroshima veröffentlicht, ein Cover von Wishful Thinking. Nach der Albumveröffentlichung folgten 1990 zwei weitere Singles, (Life May Be) A Big Insanity und One More Night. Johnny Wanna Live wurde 1992 als Single herausgebracht um die Kompilation 18 Greatest Hits zu bewerben.

## Titelliste
| # | Titel                            | Autor(en)                                         | Produzent(en) | Länge |
| - | -------------------------------- | ------------------------------------------------- | ------------- | ----- |
| 1 | Hiroshima                        | David Morgan                                      | Michael Cretu | 6:50  |
| 2 | (Life May Be) A Big Insanity     | Michael Cretu, Klaus Hirschburger,                | Michael Cretu | 4:29  |
| 3 | Johnny Wanna Live                | Michael Cretu, Klaus Hirschburger, Frank Peterson | Michael Cretu | 4:26  |
| 4 | Lovelight in Your Eyes           | Michael Cretu, Klaus Hirschburger                 | Michael Cretu | 5:27  |
| 5 | One More Night                   | Michael Cretu, Klaus Hirschburger, Frank Peterson | Michael Cretu | 4:06  |
| 6 | The Skin I’m In                  | Michael Cretu, Klaus Hirschburger, Frank Peterson | Michael Cretu | 3:40  |
| 7 | Paintings In Yellow              | Michael Cretu, Klaus Hirschburger                 | Michael Cretu | 5:50  |
| 8 | The Journey                      | Michael Cretu, Klaus Hirschburger, Frank Peterson | Michael Cretu | 7:27  |
| A | Cold Out Here                    |                                                   |               | 0:00  |
| B | I’m Alive                        |                                                   |               | 0:00  |
| C | Paintings                        |                                                   |               | 0:00  |
| D | Come Alive                       |                                                   |               | 0:00  |
| E | The End                          |                                                   |               | 0:00  |
|   | Bertelsmann Club Limited Edition |                                                   |               |       |
| 9 | Hiroshima (Extended Club Mix)    | David Morgan                                      | Michael Cretu | 6:44  |

## Charts
Das Album erreichte in Deutschland Platz vier und war 22 Wochen in den Charts, in der Schweiz erreichte es Platz acht, in Österreich kam es auf Platz 14 und in Schweden auf Platz 30.